# Fide lövskog
Fide lövskog är ett naturreservat och Natura 2000 område i Fide socken på Gotland.
Änget har sedan gammalt tillhört prästgården i Fide socken. Lövskogarna i väster ingick på 1700- och 1800-talet i änget, men har sedan fått växa igen. Numera hävdas endast den sydöstra delen.
Träden i änget utgörs främst av björk, ek och ask; hasseln är den dominerande busken. Bland ängets blommor märks äkta höskallra, ängsvädd och svinrot, bland gräsen vårbrodd och darrgräs. Andra inslag är jungfru Marie nycklar, brudsporre, mandelblomma, rödklöver, blodnäva, vildlin, solvända, slåtterfibbla, johannesnycklar, nattviol, loppstarr, luddstarr, ormbär, Sankt Pers nycklar, vit skogslilja, skogsnycklar, tvåblad, liljekonvalj, sårläka, skogsknipprot, älggräs, strandmaskros, ängsstarr, skogskovall, skogsförgätmigej, nässelklocka, strävlosta, skugglosta, myskmadra, långsvingel, ormtunga, betesdaggkåpa, fyrkantig johannesört, ängsskallra, nysört, göknycklar, kärrknipprot och johannesnycklar.
Den hotade svensk ögontröst har även inplanterats från Anga prästänge i ett försök att rädda den hotade arten.
Bland svampar förekommer den sällsynta djävulssoppen, samt hasselriska, ringskinn och rodnande musseron, samt den mycket sällsynta och nyupptäckta Cortinarius suaveolens (sötdoftande spindling).